# Campeonato Mundial de Halterofilia de 1951
El XXIX Campeonato Mundial de Halterofilia se celebró en Milán (Italia) entre el 26 y el 28 de octubre de 1951 bajo la organización de la Federación Internacional de Halterofilia (IWF) y la Federación Italiana de Halterofilia.
En el evento participaron 62 halterófilos de 14 federaciones nacionales afiliadas a la IWF.

## Medallistas
| Evento  | Oro                                     | Plata                               | Bronce                         |
| ------- | --------------------------------------- | ----------------------------------- | ------------------------------ |
| 56 kg   | Mahmud Namyu Irán 317,5                 | Ali Mirzaei Irán 305,0              | Kamal Mahgub Egipto 292,5      |
| 60 kg   | Said Jalifa Guda Egipto 310,0           | Johan Runge Dinamarca 310,0         | Julian Creus Reino Unido 302,5 |
| 67,5 kg | Ibrahim Shams Egipto 342,5              | Joe Pitman Estados Unidos 337,5     | Hasan Ferdos Irán 327,5        |
| 75 kg   | Peter George Estados Unidos 395,0       | Dave Sheppard Estados Unidos 395,0  | Jadr El-Tuni Egipto 387,5      |
| 82,5 kg | Stanley Stanczyk Estados Unidos 402,5   | Jean Debuf Francia 392,5            | Hasan Rahnavardi Irán 387,5    |
| 90 kg   | Norbert Schemansky Estados Unidos 427,5 | Mohamed Ibrahim Saleh Egipto 395,0  | Firuz Poihan Irán 370,0        |
| +90 kg  | John Davis Estados Unidos 432,5         | James Bradford Estados Unidos 427,5 | Mohamed Geisa Egipto 407,5     |

1. 1 2 3  Fuerza (kg) + arrancada (kg) + dos tiempos (kg) = TOTAL (kg)

## Medallero
| Núm. | País           | Oro | Plata | Bronce | Total |
| ---- | -------------- | --- | ----- | ------ | ----- |
| 1    | Estados Unidos | 4   | 3     | 0      | 7     |
| 2    | Egipto         | 2   | 1     | 3      | 6     |
| 3    | Irán           | 1   | 1     | 3      | 5     |
| 4    | Dinamarca      | 0   | 1     | 0      | 1     |
| 4    | Francia        | 0   | 1     | 0      | 1     |
| 6    | Reino Unido    | 0   | 0     | 1      | 1     |
|      | TOTAL          | 7   | 7     | 7      | 21    |